# ブラウニアンノイズ
ブラウニアンノイズ（英: Brownian noise）はブラウン運動により生成されるノイズである。レッドノイズ（英: red noise）、ブラウンノイズ（英: Brown noise）とも。

## 名称
ブラウニアンノイズの「ブラウニアン 英: Brownian」はロバート・ブラウン（英: Brown）に由来する。

## 特徴
ブラウニアンノイズの音声信号を図に表すと、ブラウン運動パターンに類似したものになる。

### 2乗減衰するスペクトル

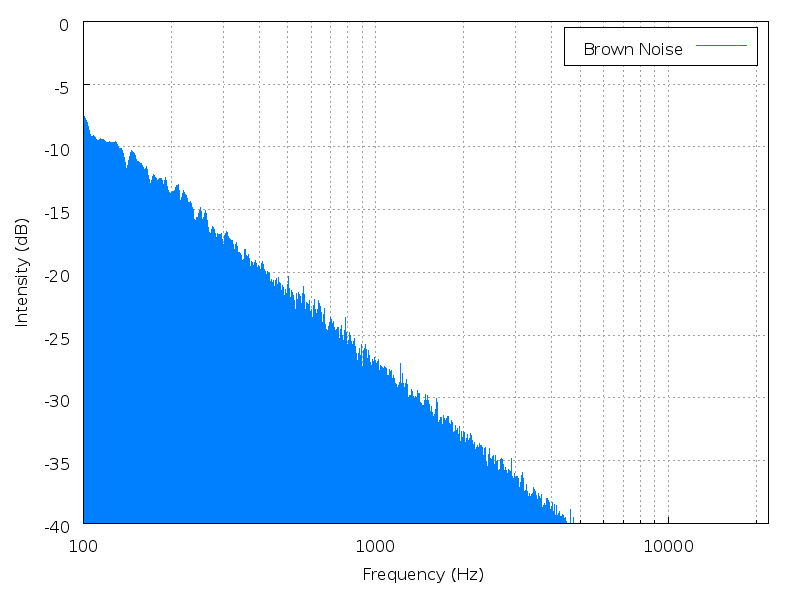
ブラウニアンノイズのスペクトル密度

ブラウニアンノイズはスペクトル密度が周波数のマイナス2乗に比例する。つまり以下の式を満たす：
{\displaystyle S(f)\propto 1/f^{2}}
これはピンクノイズ以上に低周波数ほど強いエネルギーを持つことを意味する。周波数に対する指数減衰はオクターブごとに6dBである。
なお、ブラウニアンノイズとは逆に、オクターブごとに6dBずつ増強するものをパープルノイズと呼ぶ。

## 生成

### ホワイトノイズの積分
ブラウニアンノイズはホワイトノイズの積分により生成できる。
デジタルのホワイトノイズがサンプルを独立かつランダムに選ぶことによって生成できるのに対し、ブラウニアンノイズはサンプル値にランダムな値を加えて次の値とすることで生成できる。

## 標本としてのブラウニアンノイズ

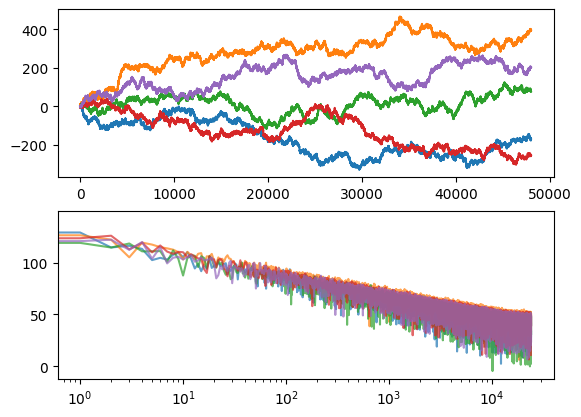
ブラウニアンノイズの標本5つとそれらのパワースペクトル（log-log）

ブラウニアンノイズ標本は時間に依存して平均値から離れていく傾向がある（図参照）。これは分散の発散を反映している。

### 聞こえ方
音としてのブラウニアンノイズ（赤色雑音）標本はホワイトノイズ標本やピンクノイズ標本と比べて、減衰した、あるいは柔らかい音質に聞こえる。